# Макколлі

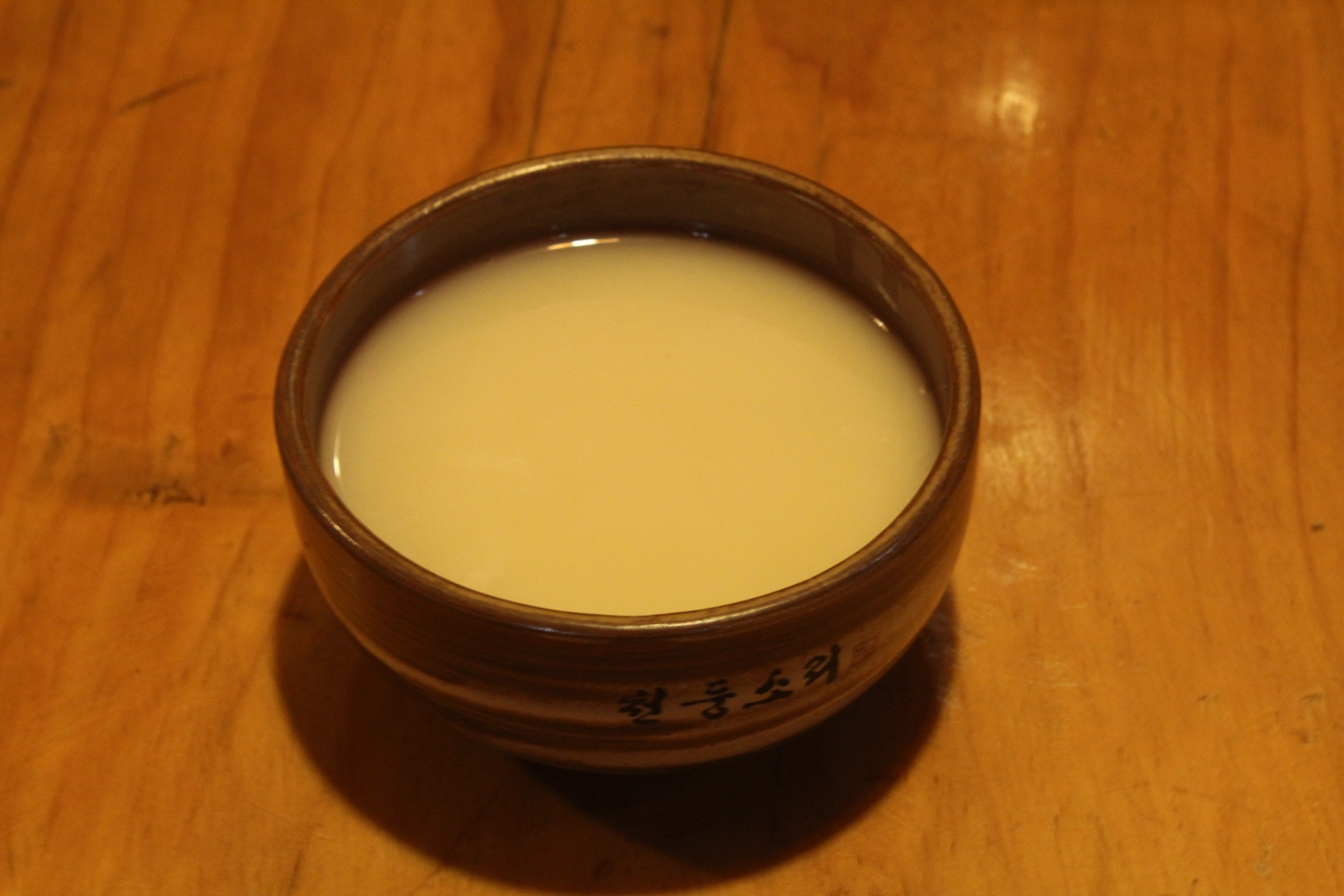
Чашка Макґеоллі (Макколлі)

Макколлі (кор. 막걸리) — корейський традиційний алкогольний напій міцністю від 6,5 до 7 %.

## Назва
Також відомий під назвами:
- тхакчу́ (кор. 탁주1, 濁酒2, «каламутний алкогольний напій») — як протилежність чхонджу, «прозорому алкогольному напою»;
- нонджу́ (кор. 농주1, 農酒2, «сільський алкогольний напій»);
- чеджу́ (кор. 재주1, 滓酒2);
- хведжу́ (кор. 회주1, 灰酒2).

## Виготовлення
Виготовляється з рису шляхом ферментації суміші вареного рису та води, має молочний колір та солодкий смак. Також відомий як «корейське рисове вино». Останнім часом напій стає популярним у містах, особливо серед молоді.

## Історія
Макколлі є найстарішим алкогольним напоєм у Кореї. Рисове вино варилося з епохи трьох королівств, що тривала з 1-го століття до нашої ери до 7-го століття нашої ери. Вживання рисового вина за часів правління короля Донгмен (37-19 рр. до н. е.) згадується в історії заснування царства Когурьо в Джуанг унги (Пісні імператорів і королів), корейській книзі 13-го століття Корьо. Є багато інших ранніх записів, які згадують рисове вино на Корейському півострові. У корейській книзі корьо «Самгук юса» («Пам'ятні речі трьох королівств») згадується про приготування йоре (醪 醴, «хмарне рисове вино») в королівстві Силла для короля Суро Гая його нащадком сімнадцятого покоління в 661 році, в своєму розділі Garakguk Gi (Запис держави Гарак). У китайській книзі Цзінь «Сангуохі» («Звіти про три царства») розділ «Дун'ї» (східні іноземці) «Вей-шу» («Книга Вей») містить спостереження про те, що «корейці з Когурьо мають навички приготування кисломолочних продуктів, вина, соєвої пасти, солоної та ферментованої риби». У японській книзі Асука «Кодзики» («Записи стародавніх справ») у розділі під назвою «Джин-тен» («Імператор Жін») згадується людина на ім'я Інбеон (仁番) з королівства Пекджі, якому вчать варити вино. І вірш Gōngzishí (公子 時), написаний китайським поетом династії Тан Лі Шаньінь, посилається на вино Сілла, зроблене з не клейкого рису.

## Вживання
Макколлі зазвичай продають у пластикових пляшках. Традиційно Макколлі подається в металевій або дерев'яній чашці, з якої окремі чашки та миски наповнюються за допомогою ковша. Оскільки це нефільтрований напій, як правило, макколлі перемішують перед вживанням.

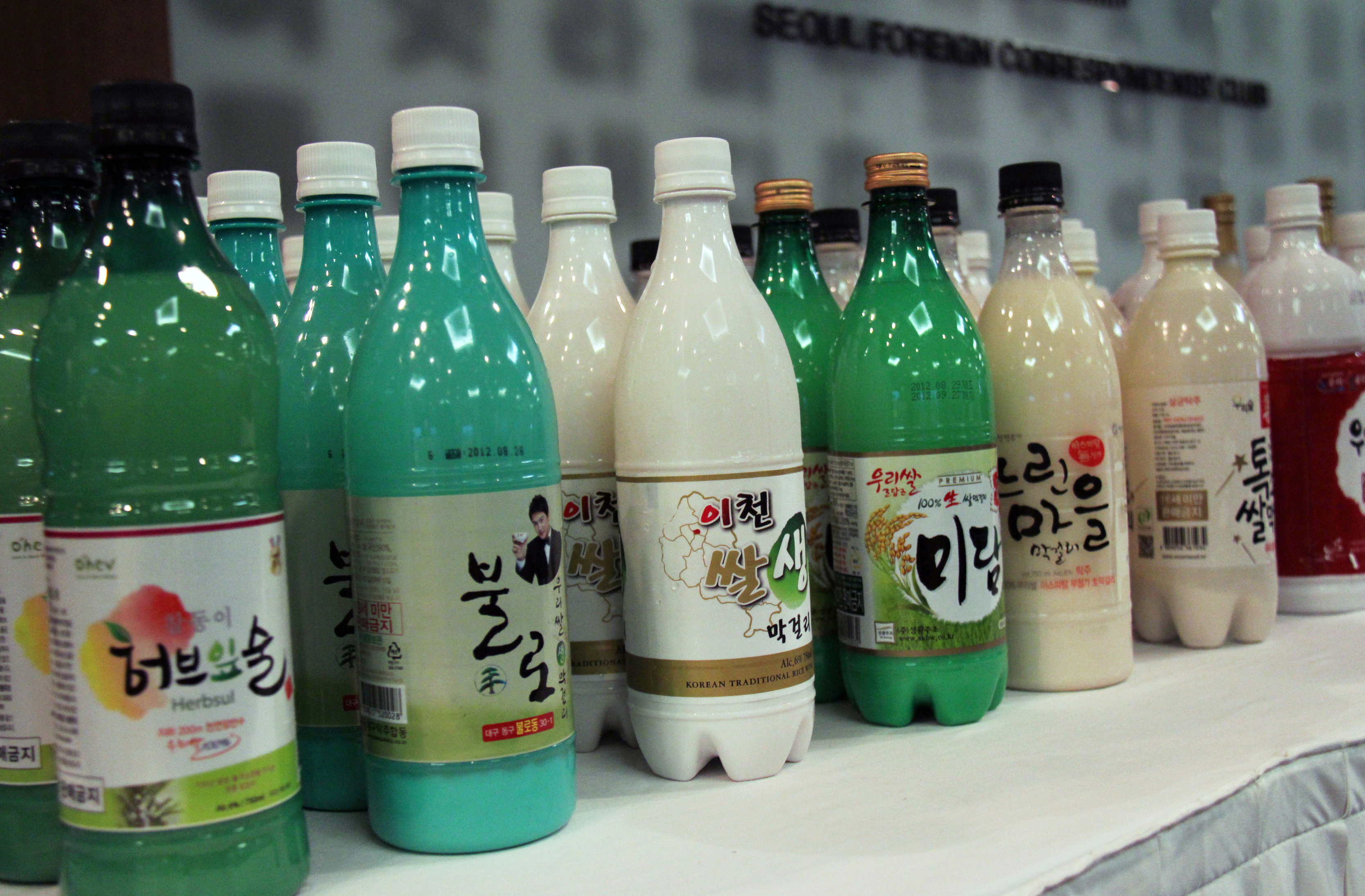
Макколлі в пляшках

Макколлі також використовувався під час обрядів предків у Кореї.

### Схожі напої
Дондонджу («вино з плавучої води») — це напій, дуже схожий на макколлі, але трохи кремовий і з нефільтрованими плаваючими рисовими зернами. Слово дондон є ідеофоном для маленького предмета, що пливе повз. Іхваджу («вино з цвіту груші») названо так тому, що воно вариться з рису з рисовим солодом, який бродить протягом сезону цвітіння груш. Іхваджу часто настільки густий, що його їдять ложкою. Дансул («солодке вино») — солодший сорт з частковим бродінням. Тибетський алкогольний напій Чанг також дуже схожий на напій своїм мутним молочним виглядом разом з нефільтрованим рисовим осадом. Під час тибетського місячного Нового року тибетці п'ють невелику варіацію чаангу, додаючи сушений сир, дрому (тип невеликих бульб, схожих на смак солодкої картоплі) і горіхи, які потім нагрівають і п'ють теплими.

Китайські чоудзю і японські нігорі — це рисові вина, схожі на макколлі.